# Molly Parker
Molly Parker (Maple Ridge, 30 juni 1972) is een Canadese actrice.

## Biografie
Molly Parker werd in 1972 geboren in Maple Ridge, een voorstad van Vancouver (Canada). Ze groeide op op een boerderij in Pitt Meadows. Haar ouders bezaten een viswinkel. Van haar derde tot haar zeventiende beoefende ze ballet. Ze trad ook drie jaar op met de Royal Winnipeg Ballet Company. Als tiener begon ze ook mee te spelen in lokale theaterproducties.

## Carrière
Haar acteercarrière begon begin jaren 1990 met figuranten- en bijrollen in televisieproducties als My Son Johnny (1991) en Neon Rider (1991–1994). In 1996 vertolkte ze een controversiële hoofdrol in de erotische thriller Kissed (1996). 
In de daaropvolgende jaren brak Parker door en veroverde ze steeds vaker grote rollen. Zo vertolkte ze een hoofdrol in de miniserie Intensity (1997) en werkte ze met Billy Crudup en Jennifer Connelly samen aan de mysterfilm Waking the Dead (2000). In 2002 werd ze genomineerd voor een Independent Spirit Award voor haar rol als stripteasedanseres in de erotische dramafilm The Center of the World (2001). Datzelfde decennium werkte ze ook mee aan bekende films en series als Max (2002), Six Feet Under (2002), Nine Lives (2005) en Deadwood (2004–2006).
In de jaren 2010 had Parker op het kleine scherm terugkerende rollen in series als Dexter (2011), The Firm  (2012) en House of Cards (2014–2016). Voor haar vertolking in die laatste serie werd ze in 2016 genomineerd voor een Emmy Award. Sinds 2018 vertolkt ze een hoofdrol in de Netflix-serie Lost in Space.

## Filmografie

### Film
| - Wings of Courage (1995) - Last of the Dogmen (1995) - Hard Core Logo (1996) - Kissed (1996) - Good Things Too (1996) - Bliss (1997) - Under Heaven (1998) - Wonderland (1999) - The Five Senses (1999) - Sunshine (1999) - The Intruder (1999) - Ladies Room (1999) - Waking the Dead (2000) - Suspicious River (2000) - Love and War (2001) - The Center of the World (2001) - Last Wedding (2001) - Rare Birds (2001) - Men with Brooms (2002) - Looking for Leonard (2002) - Marion Bridge (2002) - Max (2002) |  | - The Good Shepherd (2004) - Nine Lives (2005) - Break a Leg (2005) - The Wicker Man (2006) - Hollywoodland (2006) - Who Loves the Sun (2006) - The Road (2009) - Trigger (2010) - Oliver Sherman (2010) - That's What I Am (2011) - The Playroom (2012) - Hold Fast (2013) - Darwin (2016) - The 9th Life of Louis Drax (2016) - Weirdos (2016) - American Pastoral (2016) - Small Crimes (2017) - 1922 (2017) - Madeline's Madeline (2018) - Words on Bathroom Walls (2020) - Pieces of a Woman (2020) - Peter Pan & Wendy (2023) |

### Televisie (selectie)
- My Son Johnny (1991)
- Titanic (1996)
- Twitch City (1998–2000)
- Six Feet Under (2002)
- Deadwood (2004–2006)
- The Firm (2012)
- Dexter (2011)
- House of Cards (2014–2016)
- Lost in Space (2018–2021)
- Deadwood: The Movie (2019)